# スクラッチボード

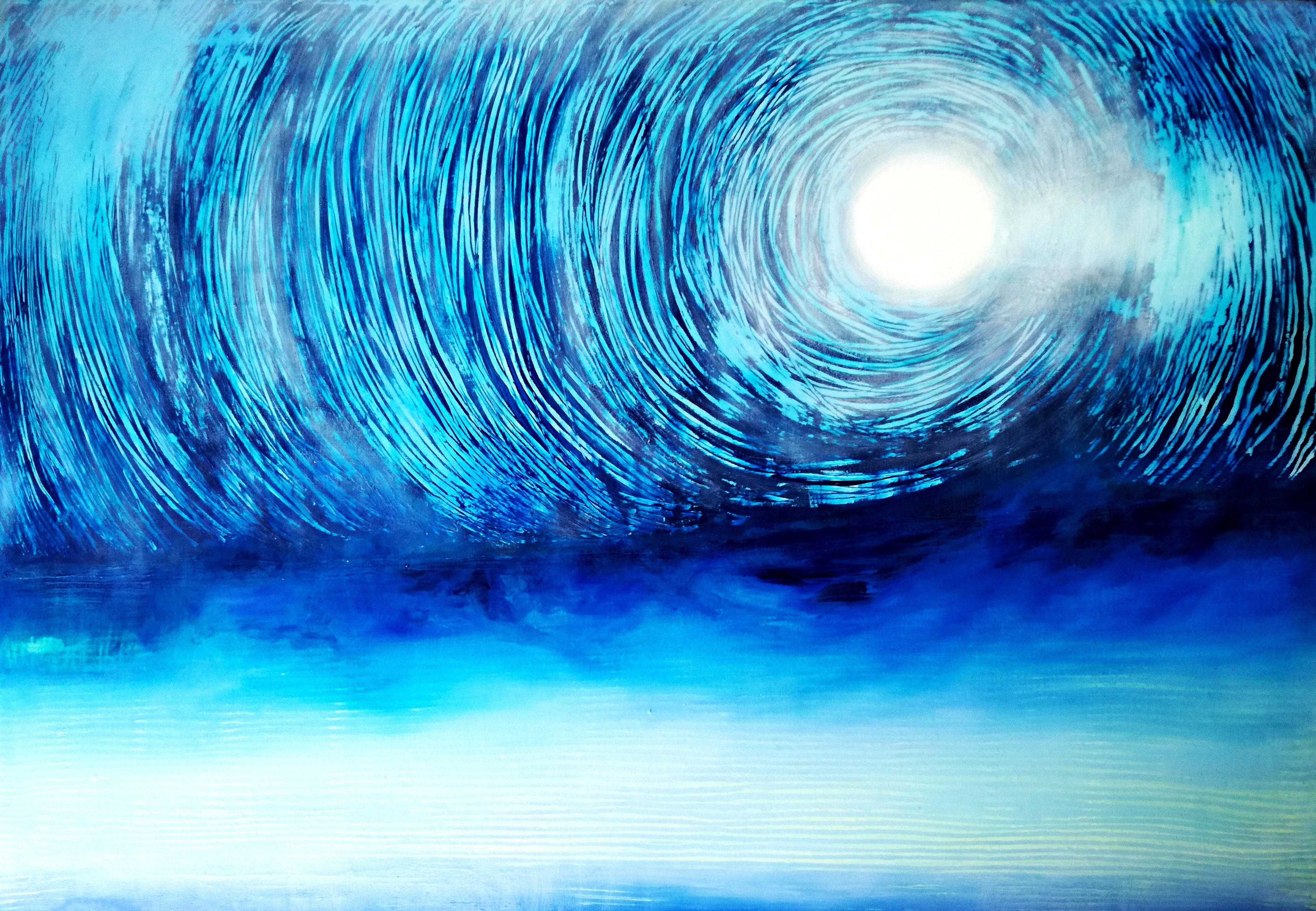
スクラッチボード

スクラッチボード（英：Scratchboard、またはScraperboard）は、陶板（陶器で作られた板）の上に塗られた墨の塗膜を削ってできる線や点で表現する画法の一つ。またはその画材。
陶板の表面で乾かされた墨の塗膜をナイフや針状のもので削るため、削られた部分が白、残った部分が黒となり、結果的に線や点で構成された二色画ができあがる。削る面積を変えれば陽画にも陰画にもなる。また線の太さや点の大きさを徐々に変えていくことでグラデーションめいた表現もできる。

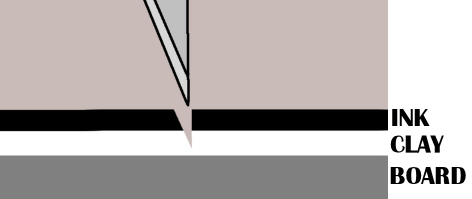
スクラッチボードの断面。鋭利な道具で黒いインクを取り除くことで、白い粘土を露出させる。

ドットの大小（濃淡）で構成される写真製版に対し、白黒2色のいわばデジタリックな表現でかっちりした印象を与えるため、紙質が悪く製版・印刷機材の性能が低かった時代において、精密さや重厚さの表現が要求されるカメラや自動車、家電製品の写真の代わりとして、新聞や雑誌などの広告に用いられることが多かった。紙質の向上、製版・印刷機材の改良によって写真の再現性が高くなるとともに、しばしば新聞や雑誌でもカラー印刷の割合いが増えたことから、現在ではスクラッチボードによる描画を使った広告はほとんど見かけることはなくなった。

## スクラッチアート

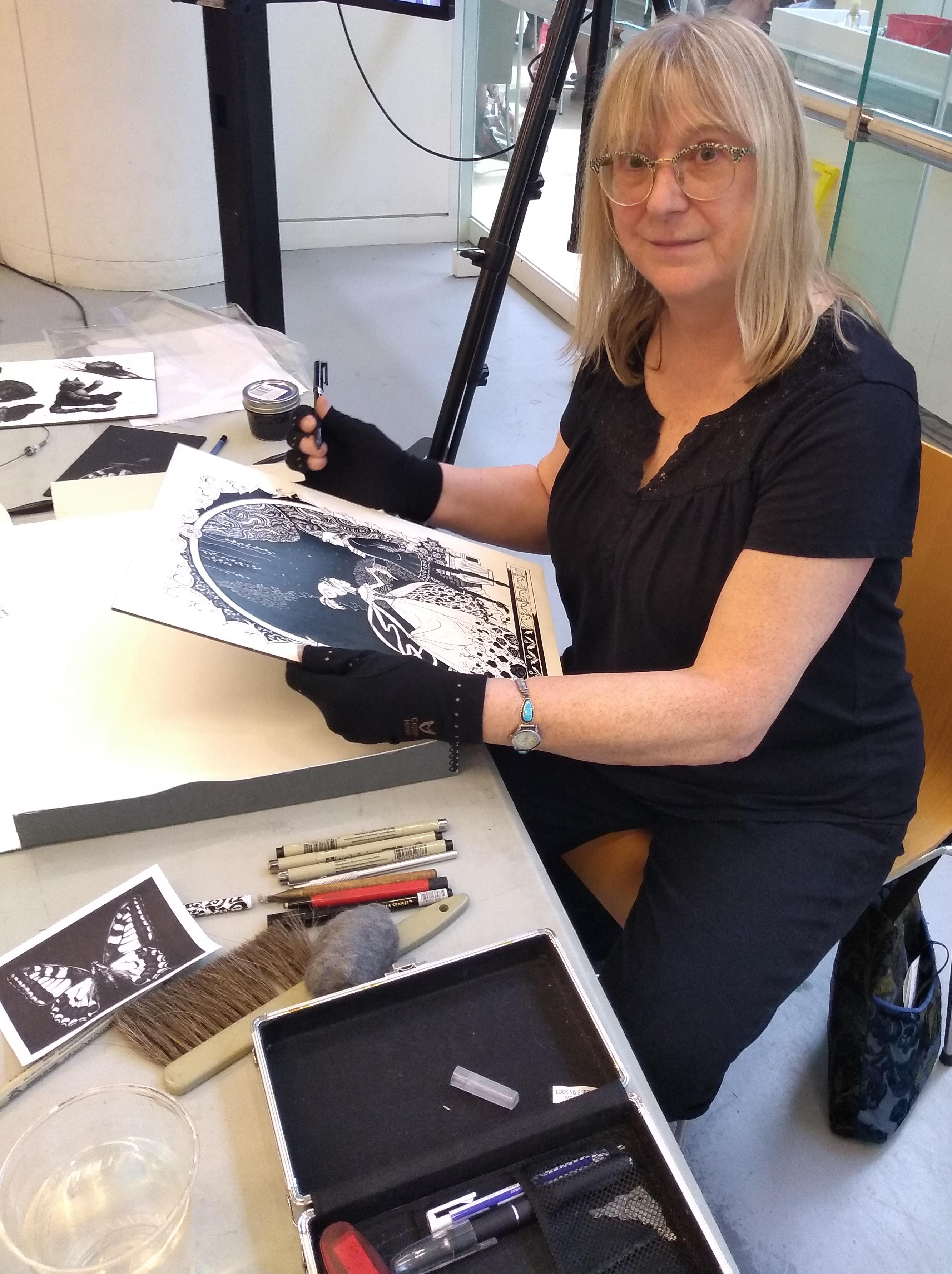
イラストレーターのルース・サンダーソンが2019年のボストン美術館にてスクラッチアートのデモンストレーションをする様子。

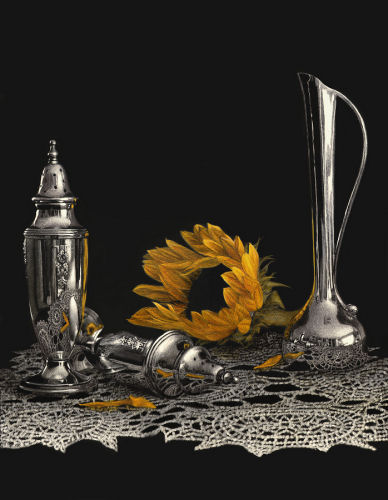
ダイアナ・リーの「ひまわりと銀」

ただ、広告媒体での活躍の場は降りたものの、その独特な技法や表現力を楽しむ単体のアートとして親しまれているほか、美術のカリキュラムとして採用している学校もある。

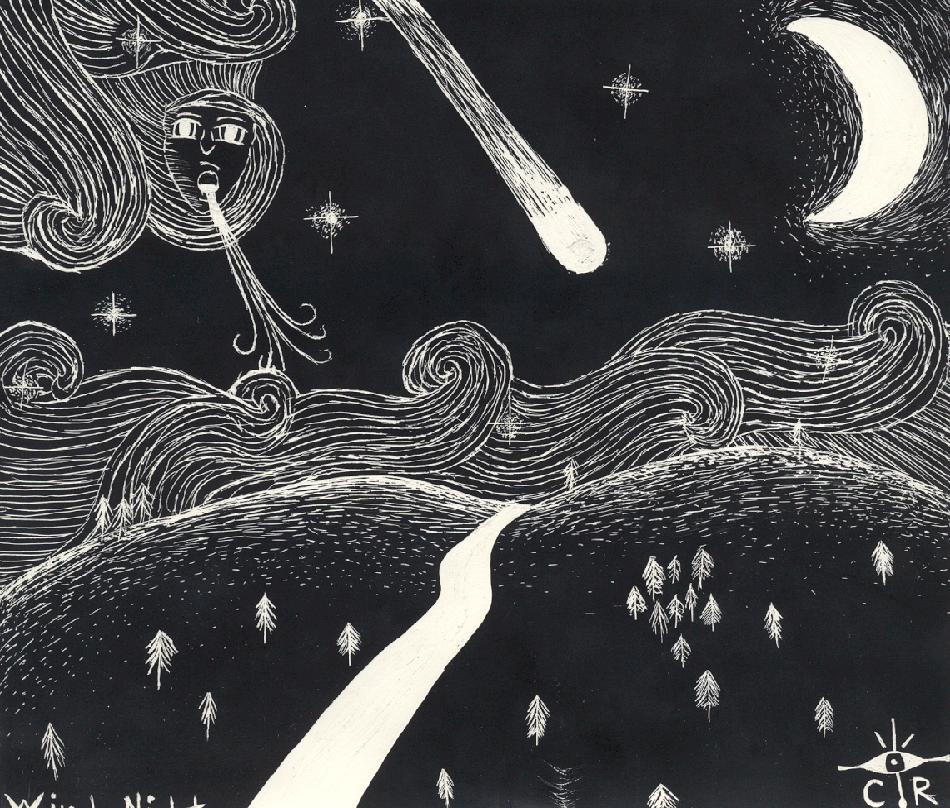
スクラッチアートの一例

また、何色かのクレヨンで塗り潰した画用紙をさらに黒のクレヨンで塗り潰し、鉛筆などで黒い層を削り取ってカラフルな陰画を描く図画工作が、昔から低年齢層の教育現場に取り入れられている。

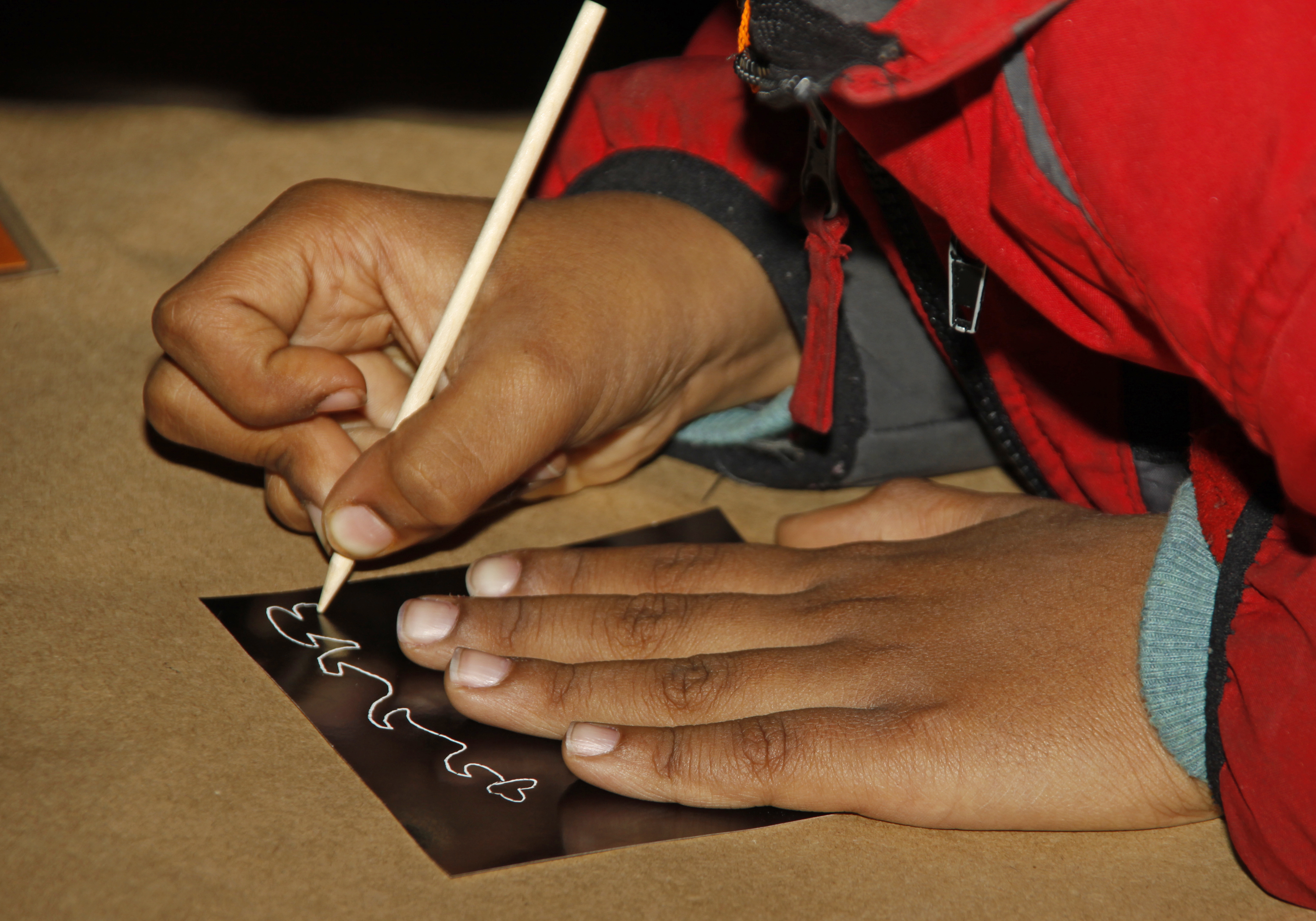
グランドキャニオンの先住民の洞窟壁画を描く子供

大人の間でもリラクゼーションやヒーリングの効果を期待してアートセラピーや作業療法に取り入れられている｡